# Richard Lester
Richard Lester (Filadelfia, Pensilvania; 19 de enero de 1932) es un director de cine estadounidense. Dirigió dos famosas películas musicales de los Beatles, dos sobre Superman y otras tres sobre la novela de aventuras Los tres mosqueteros. Fue miembro del Festival de Cannes en 1966.

## Filmografía
- The Running, Jumping and Standing Still Film (1960). Cortometraje, 11 minutos.
- The Mouse on the Moon (Un ratón en la luna) (1963)
- A Hard Day's Night (1964)
- The Knack... and How To Get It (1965)
- Help! (1965)
- Golfus de Roma (1966)
- Cómo gané la guerra (1967)
- Petulia (1968)
- The Bed Sitting Room (1969)
- Los tres mosqueteros (1973)
- Juggernaut (El enigma se llama Juggernaut) (1974)
- Los cuatro mosqueteros (1974)
- Royal Flash (El cobarde heroico) (1975)
- The Ritz (El Ritz) (1976)
- Robin y Marian (1976)
- Cuba (1979)
- Butch and Sundance: The Early Days (Los primeros golpes de Butch Cassidy y Sundance Kid (1979)
- Superman II (1980)
- Superman III (1983)
- Finders Keepers (1984)
- El regreso de los mosqueteros (1989)
- Paul McCartney`s Get Back (1991). Documental.

## Premios y distinciones
Festival Internacional de Cine de Cannes
| Año  | Categoría    | Película                       | Resultado |
| ---- | ------------ | ------------------------------ | --------- |
| 1965 | Palma de Oro | El Knack... y como conseguirlo | Ganador   |

Festival Internacional de Cine de Berlín
| Año  | Categoría                  | Película                  | Resultado |
| ---- | -------------------------- | ------------------------- | --------- |
| 1969 | Premio C.I.D.A.L.C. Gandhi | La sala de estar con cama | Ganador   |